# Martin Baisch
Martin Baisch (* 1967) ist ein deutscher Germanist und Mediävist.

## Leben
Von 1988 bis 1996 absolvierte er zunächst das Studium Generale am Leibniz-Kolleg in Tübingen und studierte dann an der Universität Tübingen sowie der FU Berlin Germanistik, Philosophie und Geschichte. 1996 war er Lehrbeauftragter an der Freien Universität Berlin. Von 1996 bis 1999 war er Stipendiat am Graduiertenkolleg Textkritik als Grundlage und Methode historischer Wissenschaften an der Ludwig-Maximilians-Universität München, von 1999 bis 2004 wissenschaftlicher Mitarbeiter an der Freien Universität Berlin, wo er 2001 mit einer Arbeit über Textkritik als Herausforderung der Kulturwissenschaft promoviert wurde. Von 2002 bis 2010 war er Mitglied des DFG-Sonderforschungsbereichs 447 Kulturen des Performativen. Von 2004 bis 2010 war er wissenschaftlicher Assistent an der Freien Universität Berlin. 2010 erfolgte die Habilitation für das Fach Ältere deutsche Sprache und Literatur an der Freien Universität Berlin mit dem Thema Neugier erzählen. Wissenskonstitution im höfischen Roman. Von 2010 bis 2012 leitete er das Forschungsprojekt Faszination. Historische und empirische Konzeptionen einer ästhetischen Emotion im Exzellenz-Cluster Languages of Emotion der Freien Universität Berlin. Von 2012 bis 2014 lehrte er als Professor für Deutsche Literatur mit Schwerpunkt Mittelalter an der Universität Konstanz. Seit 2014 ist er Professor für Ältere deutsche Literatur am Institut für Germanistik der Universität Hamburg.
Seine Forschungsschwerpunkte sind höfische Epik, Textkritik und Überlieferungsgeschichte, Literaturtheorie und mittelalterliche Literatur, historische Emotionalitätsforschung und Literatur und Wissen.

## Schriften (Auswahl)
- Textkritik als Problem der Kulturwissenschaft. Tristan-Lektüren. Berlin 2006, ISBN 3-11-018568-7.
- als Herausgeber mit Beatrice Trînca: Der Tod der Nachtigall. Liebe als Selbstreflexivität von Kunst. Göttingen 2009, ISBN 978-3-89971-487-6.
- als Herausgeber mit Elke Koch: Neugier und Tabu. Regeln und Mythen des Wissens. Freiburg im Breisgau 2010, ISBN 978-3-7930-9613-9.
- als Herausgeber mit Johannes Keller, Florian Kragl und Matthias Meyer: Der ›Jüngere Titurel‹ zwischen Didaxe und Verwilderung. Neue Beiträge zu einem schwierigen Werk. Göttingen 2010, ISBN 978-3-89971-615-3.